# Los Berrocales (Madrid)
Los Berrocales es el nombre de uno de los futuros desarrollos urbanísticos que se están ejecutando al sureste de Madrid.

## Situación
El territorio pertenece administrativamente al distrito de Vicálvaro y se encuentra situado en la zona sureste a 12 km de Madrid, limitando al suroeste con el Ensanche de Vallecas del cual estará separado por la autovía A-3, al noroeste con el polígono industrial de Vicálvaro separado por la M-45, al noreste con el futuro desarrollo urbanístico de Los Ahijones separado por las vías de la línea 9 (TFM) y al sureste por las vías de alta velocidad y la M-50, quedando por el momento sin uso el espacio perteneciente al término municipal de Madrid situado entre la M-50 y la urbanización Covibar perteneciente a Rivas-Vaciamadrid donde se asienta parte de la Cañada Real. La urbanización de esta zona y el alto crecimiento de población que supondrá, supondrá con toda probabilidad la segregación de esta zona del distrito de Vicálvaro, así como de otros nuevos barrios actualmente en construcción o proyecto en el sureste de Madrid, y la creación por consiguiente de nuevos distritos. Según informaciones del 2023, el barrio comenzará sus obras de urbanización para las primeras etapas a finales de 2023.

## Comunicaciones
El desarrollo estará delimitado por las autopistas M-45, M-50 y A-3 y las vías del metro que discurren en superficie. Se accederá al desarrollo a través de la autopista M-45 y desde la A-3. 
Se planea la construcción de una parada de metro en la línea 9 entre los barrios de Los Ahijones y Los Berrocales. Además, la Comunidad de Madrid apuesta por nuevas paradas de bus en el barrio.

## Principales yacimientos arqueológicos
En el área de Los Berrocales se han desarrollado numerosas intervenciones de prospección, seguimiento, control y excavación arqueológicas a lo largo de las últimas décadas, lo que ha derivado en la localización de numerosos yacimientos arqueológicos.
Al igual que ocurre en otras áreas de crecimiento urbanístico próximas como las de El Cañaveral y Los Ahijones, la zona de Los Berrocales se localiza en la plataforma que se extiende entre los ríos Manzanares y Jarama donde la presencia de sílex es abundante.  Una materia prima que los grupos cazadores-recolectores buscaban desde el Paleolítico para la fabricación de herramientas de piedra. 
Son habituales los yacimientos denominados "áreas de talla", es decir, espacios al aire libre donde la actividad principal era la elaboración de útiles líticos.  El material arqueológico documentado está constituido por industria lítica asociada a los tecnocomplejos achelense y musteriense. Merecen espacial mención los yacimientos musterienses de Valle Virgen de la Torre (P-12), Langostillo (P-9) y Valle Virgen de la Torre (P-12) excavados por la empresa ARQUEOMEDIA S.L., También es destacable el yacimiento achelense de Cantera Vieja cuyas actuaciones fueron llevadas a cabo por la empresa ARQUEX SL, y está caracterizado por la alta densidad de bifaces.
En Los Berrocales no solo hay constatación de yacimientos prehistóricos, también los hay de ocupaciones más recientes que han dejado registro, como el yacimiento La Capona (CM/0079/076) o el Alto de la Peñuelas. Se trata de ocupaciones tipo "campos de hoyos" de época prehistórica con ocupaciones posteriores donde se documenta mimería para extracción de sílex ya en etapas moderna-contemporánea.
Los materiales arqueológicos procedentes de las actuaciones arqueológicas se encuentran depositados en el Museo Arqueológico y Paleontológico de la Comunidad de Madrid.